# Aïn Youcef
Aïn Youcef è un comune dell'Algeria, situato nella provincia di Tlemcen.